# Trafalgar (Album)
Trafalgar ist das siebte internationale Musikalbum der Bee Gees.

## Produktion
Trafalgar wurde in der Zeit von Januar bis April 1971 in den IBC Studios in London von Bryan Stott mit ganz neuer 16-Spur-Technik eingespielt. Das Ergebnis überzeugte derart, dass das Label Mobile Fidelity Sound Lab (MFSL) »Trafalgar« später remasterte und neu auflegte.
Mit Alan Kendall hatten die Bee Gees seit Anfang des Jahres einen neuen Gitarristen mit an Bord, der der Band über Jahrzehnte treu bleiben sollte.
Im Mai 1971, zwischen einer kleinen Tournee durch die USA im Februar und einer durch Australien und Neuseeland im Juli, veröffentlichten die Bee Gees ihre Single „How Can You Mend a Broken Heart“. Im August belegte die Single in den USA vier Wochen Platz 1 der Billboard-Charts (während sie in Europa praktisch nicht wahrgenommen wurde). Den Erfolg ausnutzend, wurde das Album in den USA bereits im September veröffentlicht, parallel zu einer neuen, nur in Amerika erschienenen Single, „Don’t Wanna Live Inside Myself“.
In Europa war das Album im November in den Läden. Während es in den USA immerhin Platz 34 der Charts erreichte, gab es in Europa keinerlei Charts-Notierungen.
Bis auf „How Can You Mend a Broken Heart“ und „When Do I“, die beide aus dem Jahr 1970 stammen, wurden alle Songs des Albums 1971 komponiert.

### Mitwirkende
- Arrangeur, Dirigent: Bill Shepherd
- Toningenieur: Bryan Stott
- Gitarre: Alan Kendall
- Schlagzeug: Geoff Bridgeford

## Trackliste
In den USA waren A- und B-Seite vertauscht
- A1. Trafalgar
- A2. Remembering
- A3. When Do I
- A4. Dearest
- A5. Lion in Winter
- A6. Walking Back to Waterloo
- B1. How Can You Mend a Broken Heart
- B2. Israel
- B3. The Greatest Man in the World
- B4. It’s Just the Way
- B5. Don’t Wanna Live Inside Myself
- B6. Somebody Stop the Music

### Trackliste CD
1. How Can You Mend a Broken Heart
2. Israel
3. The Greatest Man in the World
4. It’s Just the Way
5. Remembering
6. Somebody Stopped the Music
7. Trafalgar
8. Don’t Wanna Live Inside Myself
9. When Do I
10. Dearest
11. Lion in Winter
12. Walking Back to Waterloo

## Ausgaben
Das Album erschien 1971 bei Polydor, in den USA jedoch auf Atco, einem Sublabel von Atlantic Records.
1987 erschien das Album erstmals auf Compact Disc.
Seit 2008 ist es in Europa nur noch digital verfügbar.
- 1971: Polydor 2383 052 (LP)
- 1973: RSO 2394 179 (LP)
- 1987: Polydor 833 786-2 (CD)
- 1996: MFSL UDCD 680 (CD)
- 1996: MFSL 1-263 (LP)

## Rezeption
„How Can You Mend a Broken Heart“ war nicht nur für die Bee Gees ein großer Hit in den USA, sondern auch für viele andere Künstler. So nahm Al Green 1972 die wahrscheinlich bekannteste Version auf, die auch in mehreren Filmen zum Einsatz kam (Good Will Hunting, The Virgin Suicides, Notting Hill, The Book of Eli). Erfolgreich mit dem Titel waren auch Michael Bublé, Cher und Andy Williams. Weitere Versionen gibt es von Ronnie Spector, Peter Nero, Johnny Mathis, Cymarron und Bill Fredericks. 2018 nahm Chris Stills, Sohn von Stephen Stills, eine Version für den Film I, Tonya auf. Eine deutsche Version gab es von Katja Ebstein 1971 („Gibt es ein Herz das niemals bricht?“).
Auf seinem Album »Du bist wie ein Lied« interpretierte Peter Maffay mit dem gleichnamigen Titel eine deutsche Version von „When Do I“. Mit „Ich bin dein Freund“ nahm er eine Version des Bee-Gees-Songs „If I Were The Sky“ auf, der zwar aus den Aufnahmen zu »Trafalgar« stammt, von der Band selbst aber nie veröffentlicht wurde.
»Trafalgar« wird in Robert Dimerys Buch 1001 Albums You Must Hear Before You Die geführt.

## Bibliografie
- The Essential Rock Discography von Martin C. Strong, Canongate Books, 2006, ISBN 978-1-84195-985-6.